# 파노스구

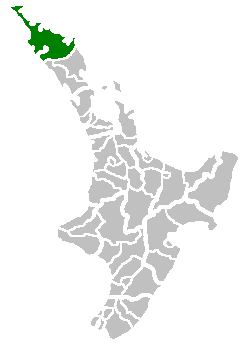
파노스 구

파노스구(Far North District)는 이름이 의미하듯이 뉴질랜드 북섬 중에서도 가장 북단의 구이다. 현 시장은 웨인 브라운이다.

## 지리
노스랜드 지방을 이루는 세 자치구 중에서는 가장 규모가 크다. 파노스 구는 곶과 아우포우리 반도의 북쪽 끝에서 뻗어나와서 나인티 마일 해변(Ninety Mile Beach)을 지나 북오클랜드 반도의 주요 부까지 뻗어있으며, 그곳은 아일랜즈 만과 호키앙가가 만나는 곳이다.
파노스는 노스랜드 지방의 자치구인 카이파라, 팡가레이와 경계를 이룬다.

## 인구
| 연도  | 인구   | ±% p.a. |
| ----- | ------ | ------- |
| 2006  | 55,845 | —       |
| 2013  | 55,734 | −0.03%  |
| 2018  | 65,250 | +3.20%  |
| 출처: |        |         |